# Джедафра
Джедефра, (Раджедеф) е третият фараон от четвъртата династия, син на Хеопс и брат на Хефрен. Името Джедефра (Дадаф-Риа) в превод означава: „Да дългоденства, [като] Ра“. Някои египтолози четат името Джедефра, като Раджедеф, по правилата на древноегипетската писменост (името на бога-патрон и фараона да се произнасят първи даже тогава, когато са написани в края). През 2004 година световноизвестния египтолог от български произход Васил Добрев предостави аргументи, че Великия Сфинкс е бил построен от Джедефра в памет на баща му Хофу.

## Управление
Тъи като първородния син на Хеопс принц Каваб умира млад (преди баща си), повечето египтолози считат че Джедефра е наследил трона непосредствено след него. В „Абидоския“ и „Сакарския“ списъци той е вписан между Хуфу и Хафра. Манетон, го споменава под името Ратоисес и го поставя зад Менкаура. Името Джедефра в царски картуш е намерено на варовиковите блокове, покриващи слънчевата ладия на Хуфу, и това доказва, че той е фараона „контролирал“ погребението. Според Торинския царски папирус Джедефра царува само 8 години, но според стелите с данъчни регистри се касае за период от минимум 11 години. Сведения за неговото родословие черпим и от папирусът Уесткар.

## Семейство
Джедафра е бил женен за две от своите сестри, Хентетенка и Хетепхерес II (вдовица на Каваб).

Деца:
- Baka (" Най-големият царски син „), известна е негова статуя намерена в комплекса Абу Руваш изобразяваща го със съпругата му Hetepheres. [2]За него има данни че може да е царувал за кратко след Хефрен; незавършената пирамида в Zawiyet ел-Arian е била предназначена за владетел, чието име завършва на  ка;  това би могло да бъде Setka или Baka
- Хорнит-известна е една статуя, изобразяваща него и съпругата му. [3]
- Setka (" служител на фараона „) – Известна е статуя на този писар намерена в пирамидния комплекс Абу Руваш[4]
- Neferhetepes (" Дъщеря на фараона; Съпруга на Бог ") – известна е от фрагмент на статуя в пирамидния комплекс Абу Руваш. Смятало се е, че е майка на фараон от петата династия, Userkaf или Sahure.

## Пирамида
Пирамидата на Джедефра е построена в Абу Руваш, северно от Гиза. Това е най-високата част на мемфиското плато и макар че пирамидата е била с по-малки размери (106,2 × 106,2 м) се е извисявала най-високо. Понеже от изток, юг и запад достъпа до платото Абу Руваш е затруднен, наложило се е към североизточната страна да се построи път с дължина над 1,5 км, за да се транспортират строителните материали. За разлика от другите пирамиди в Гиза, облицовката на тази е била от червен камък. От съоръжението е останало много малко-поради използването му за материал чак до края XIX век, и понастоящем представлява купчина руини, която в най-високата си част не достига и 10 м. До източната страна на пирамидата се е намирал храм, от който почти нищо не е запазено. Около храма, в траншея с дълбочина десет метра, предназначена за царската „слънчева ладия“, са намерени отломки от статуи, разбити умишлено и едновременно. Според някои египтолози разбитите изображения на Джедефра, свидетелстват за междоусобна борба между двамата братя, завършила с победа за Хефрен. Доказателства в подкрепа на тази хипотеза липсват, тъи като няма яснота за периода в който комплекса е разрушен. По време на експедициите си в Сахара Карло Бергман открива доказателства че по времето на строителството на пирамидата на Джедафра в района са пребивавали египтяни. На няколко километра северно от пътя на керваните, на една скална стена е нарисувана фигура на фараон, който поваля с боздуган врага си. Под нея в скалата са издълбани два картуша. Клаус Кулман от Германския археологически институт е успял да ги разчете. На единия от тях е изписано „злато на боговете“, а на другия-„Раджедеф, нека бъде вечно надарен с живот, дълголетие и радост“. На втория картуш може да се види саморъчният подпис на фараона. Въз основа на надписите се определя и мащаба на експедицията. Това са две групи от по 400 души, съставени от „принадлежащи на царското гробище“-тоест строители. Най-вероятно целта им е била добив и доставка на червени камъни от местните скали.